# Llista d'espècies d'anifènids

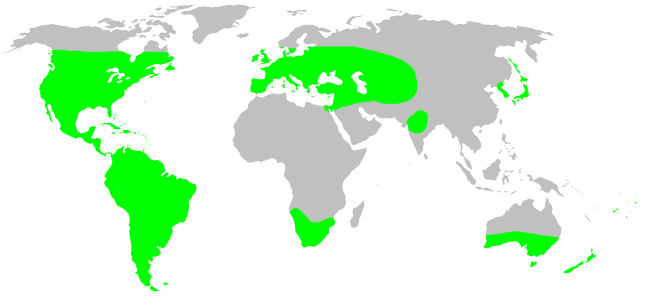
Distribució dels anifènids

Aquesta és la llista d'espècies d'anifènids, una família d'aranyes araneomorfes. Conté la informació recollida fins al 28 d'octubre del 2006 i hi ha citats 56 gèneres i 508 espècies; el gènere amb més espècies és Anyphaena amb 79 espècies. La seva distribució és força extensa per Europa i Amèrica, i en algunes zones d'Àsia, Àfrica i Oceania.

## Gèneres i espècies

### Acanthoceto
Acanthoceto Mello-Leitão, 1944
- Acanthoceto acupictus (Nicolet, 1849) (Xile, Argentina, Uruguai, Brasil)
- Acanthoceto cinereus (Tullgren, 1901) (Xile, Argentina)
- Acanthoceto ladormida Ramírez, 1997 (Xile)
- Acanthoceto marinus Ramírez, 1997 (Xile)
- Acanthoceto pichi Ramírez, 1997 (Xile, Argentina)
- Acanthoceto riogrande Ramírez, 1997 (Brasil, Argentina)
- Acanthoceto septentrionalis (Berland, 1913) (Colòmbia, Ecuador)

### Alijassa
Alijassa Brescovit, 1997
- Alijassa annulipes (Caporiacco, 1955) (Veneçuela)
- Alijassa notata (Keyserling, 1881) (Perú)
- Alijassa poicila (Chamberlin, 1916) (Perú)
- Alijassa subpallida (L. Koch, 1866) (Colòmbia)
- Alijassa venezuelica (Caporiacco, 1955) (Veneçuela)

### Amaurobioides
Amaurobioides O. P.-Cambridge, 1883
- Amaurobioides Àfricana Hewitt, 1917 (Namíbia, Sud-àfrica)
- Amaurobioides Xilensis (Nicolet, 1849) (Xile)
- Amaurobioides isolata Hirst, 1993 (Sud d'Austràlia)
- Amaurobioides litoralis Hickman, 1949 (Tasmània)
- Amaurobioides major Forster, 1970 (Nova Zelanda)
- Amaurobioides maritima O. P.-Cambridge, 1883 (Nova Zelanda)
- Amaurobioides minor Forster, 1970 (Nova Zelanda)
- Amaurobioides pallida Forster, 1970 (Nova Zelanda)
- Amaurobioides picuna Forster, 1970 (Nova Zelanda)
- Amaurobioides piscator Hogg, 1909 (Illes Auckland, Illes Campbell)
- Amaurobioides pleta Forster, 1970 (Nova Zelanda)
- Amaurobioides pohara Forster, 1970 (Nova Zelanda)

### Anyphaena
Anyphaena Sundevall, 1833
- Anyphaena accentuata (Walckenaer, 1802) (Europa fins a l'Àsia central)
  - Anyphaena accentuata obscura (Sundevall, 1831) (Europa central)
- Anyphaena alachua Platnick, 1974 (EUA)
- Anyphaena alamos Platnick & Lau, 1975 (Mèxic)
- Anyphaena alboirrorata Simon, 1878 (Portugal, Espanya, França)
- Anyphaena andina Chamberlin, 1916 (Perú)
- Anyphaena aperta (Banks, 1921) (EUA, Canadà)
- Anyphaena arbida Platnick, 1974 (EUA)
- Anyphaena autumna Platnick, 1974 (EUA)
- Anyphaena ayshides Yaginuma, 1958 (Japó)
- Anyphaena banksi Strand, 1906 (EUA)
- Anyphaena bermudensis Sierwald, 1988 (Bermuda)
- Anyphaena bispinosa Bryant, 1940 (Cuba)
- Anyphaena bivalva Zhang & Song, 2004 (Xina)
- Anyphaena bromelicola Platnick, 1977 (Mèxic)
- Anyphaena bryantae Roewer, 1951 (Cuba)
- Anyphaena californica (Banks, 1904) (EUA)
- Anyphaena catalina Platnick, 1974 (EUA, Mèxic)
- Anyphaena celer (Hentz, 1847) (EUA, Canadà)
- Anyphaena cielo Platnick & Lau, 1975 (Mèxic)
- Anyphaena cochise Platnick, 1974 (EUA)
- Anyphaena cortes Platnick & Lau, 1975 (Mèxic)
- Anyphaena crebrispina Chamberlin, 1919 (EUA)
- Anyphaena cumbre Platnick & Lau, 1975 (Mèxic)
- Anyphaena darlingtoni Bryant, 1940 (Cuba)
- Anyphaena decora Bryant, 1942 (Puerto Rico)
- Anyphaena diversa Bryant, 1936 (Cuba)
- Anyphaena dixiana (Chamberlin & Woodbury, 1929) (EUA)
- Anyphaena dominicana Roewer, 1951 (Hispaniola)
- Anyphaena encino Platnick & Lau, 1975 (Mèxic)
- Anyphaena felipe Platnick & Lau, 1975 (Mèxic)
- Anyphaena fraterna (Banks, 1896) (EUA)
- Anyphaena furcatella Banks, 1914 (Costa Rica)
- Anyphaena furva Miller, 1967 (Alemanya, República Txeca, Eslovàquia)
- Anyphaena gertschi Platnick, 1974 (EUA)
- Anyphaena gibba O. P.-Cambridge, 1896 (Mèxic)
- Anyphaena gibboides Platnick, 1974 (EUA)
- Anyphaena gibbosa O. P.-Cambridge, 1896 (Mèxic)
- Anyphaena hespar Platnick, 1974 (EUA, Mèxic)
- Anyphaena inferens Chamberlin, 1925 (Costa Rica, Panamà)
- Anyphaena judicata O. P.-Cambridge, 1896 (EUA fins a Guatemala)
- Anyphaena kurilensis Peelle & Saito, 1932 (Kurile)
- Anyphaena lacka Platnick, 1974 (EUA)
- Anyphaena leechi Platnick, 1977 (Mèxic)
- Anyphaena maculata (Banks, 1896) (EUA)
- Anyphaena marginalis (Banks, 1901) (EUA, Mèxic)
- Anyphaena modesta Bryant, 1948 (Hispaniola)
- Anyphaena mogan Song & Chen, 1987 (Xina)
- Anyphaena mollicoma Keyserling, 1879 (Colòmbia)
- Anyphaena morelia Platnick & Lau, 1975 (Mèxic)
- Anyphaena nexuosa Chickering, 1940 (Panamà)
- Anyphaena numida Simon, 1897 (Portugal, Espanya, França, Algèria)
- Anyphaena obregon Platnick & Lau, 1975 (Mèxic)
- Anyphaena otinapa Platnick & Lau, 1975 (Mèxic)
- Anyphaena pacifica (Banks, 1896) (EUA, Canadà)
- Anyphaena pectorosa L. Koch, 1866 (EUA, Canadà)
- Anyphaena plana F. O. P.-Cambridge, 1900 (Panamà)
- Anyphaena pontica Weiss, 1988 (Romania)
- Anyphaena pretiosa Banks, 1914 (Costa Rica)
- Anyphaena proba O. P.-Cambridge, 1896 (Mèxic)
- Anyphaena pugil Karsch, 1879 (Corea, Japó)
- Anyphaena pusilla Bryant, 1948 (Hispaniola)
- Anyphaena quadricornuta Kraus, 1955 (El Salvador)
- Anyphaena rita Platnick, 1974 (EUA, Mèxic)
- Anyphaena sabina L. Koch, 1866 (Europa Meridional, Rússia, Geòrgia, Azerbaijan)
- Anyphaena salto Platnick & Lau, 1975 (Mèxic)
- Anyphaena scopulata F. O. P.-Cambridge, 1900 (Guatemala)
- Anyphaena simoni Becker, 1878 (Mèxic)
- Anyphaena simplex O. P.-Cambridge, 1894 (Mèxic, Costa Rica)
- Anyphaena soricina Simon, 1889 (Índia)
- Anyphaena subgibba O. P.-Cambridge, 1896 (Guatemala)
- Anyphaena Síriaca Kulczyn'ski, 1911 (Lebanon, Israel)
- Anyphaena tancitaro Platnick & Lau, 1975 (Mèxic)
- Anyphaena tehuacan Platnick & Lau, 1975 (Mèxic)
- Anyphaena trifida F. O. P.-Cambridge, 1900 (Mèxic, Guatemala)
- Anyphaena tuberosa F. O. P.-Cambridge, 1900 (Guatemala)
- Anyphaena wanlessi Platnick & Lau, 1975 (Mèxic)
- Anyphaena wuyi Zhang, Zhu & Song, 2005 (Xina)
- Anyphaena xiushanensis Song & Zhu, 1991 (Xina)
- Anyphaena xochimilco Platnick & Lau, 1975 (Mèxic)

### Anyphaenoides
Anyphaenoides Berland, 1913
- Anyphaenoides brescoviti Baert, 1995 (Perú)
- Anyphaenoides clavipes (Mello-Leitão, 1922) (Brasil, Argentina)
- Anyphaenoides cocos Baert, 1995 (Cocos (Costa Rica))
- Anyphaenoides coddingtoni Brescovit, 1998 (Brasil, Bolívia)
- Anyphaenoides irEUA Brescovit, 1992 (Veneçuela, Surinam, Dutch Índies Occidentals)
- Anyphaenoides katiae Baert, 1995 (Illes Galápagos)
- Anyphaenoides locksae Brescovit & Ramos, 2003 (Brasil)
- Anyphaenoides octodentata (Schmidt, 1971) (Veneçuela, Ecuador, Perú, Illes Galápagos)
- Anyphaenoides pacifica (Banks, 1902) (Trinidad fins a Xile, Illes Galápagos)
- Anyphaenoides placens (O. P.-Cambridge, 1896) (Panamà, Veneçuela)
- Anyphaenoides pluridentata Berland, 1913 (Ecuador)
- Anyphaenoides samiria Brescovit, 1998 (Perú)
- Anyphaenoides sialha Brescovit, 1992 (Perú)
- Anyphaenoides volcan Brescovit, 1998 (Panamà)
- Anyphaenoides xiboreninho Brescovit, 1998 (Brasil)

### Arachosia
Arachosia O. P.-Cambridge, 1882
- Arachosia albiventris Mello-Leitão, 1922 (Brasil)
- Arachosia anyphaenoides O. P.-Cambridge, 1882 (Brasil)
- Arachosia arachosia Mello-Leitão, 1922 (Brasil)
- Arachosia bergi (Simon, 1880) (Brasil, Uruguai, Argentina)
- Arachosia bifasciata (Mello-Leitão, 1922) (Brasil)
- Arachosia bonneti (Mello-Leitão, 1947) (Brasil)
- Arachosia cubana (Banks, 1909) (EUA, Cuba)
- Arachosia dubia (Berland, 1913) (Ecuador)
- Arachosia duplovittata (Mello-Leitão, 1942) (Argentina)
- Arachosia freiburgensis Keyserling, 1891 (Brasil)
- Arachosia honesta Keyserling, 1891 (Brasil, Argentina)
- Arachosia mezenioides Mello-Leitão, 1922 (Brasil)
- Arachosia minensis (Mello-Leitão, 1926) (Brasil)
- Arachosia oblonga (Keyserling, 1878) (Mèxic)
- Arachosia polytrichia (Mello-Leitão, 1922) (Brasil)
- Arachosia praesignis (Keyserling, 1891) (Brasil, Argentina)
- Arachosia proseni (Mello-Leitão, 1944) (Argentina)
- Arachosia puta O. P.-Cambridge, 1892 (Panamà)
- Arachosia striata (Keyserling, 1891) (Brasil)
- Arachosia sulfurea Mello-Leitão, 1922 (Brasil)

### Araiya
Araiya Ramírez, 2003
- Araiya coccinea (Simon, 1884) (Xile, Argentina)
- Araiya pallida (Tullgren, 1902) (Xile, Argentina)

### Australaena
Australaena Berland, 1942
- Australaena hystricina Berland, 1942 (Polynesia)
- Australaena zimmermani Berland, 1942 (Polynesia)

### Axyracrus
Axyracrus Simon, 1884
- Axyracrus elegans Simon, 1884 (Xile, Argentina)

### Aysenia
Aysenia Tullgren, 1902
- Aysenia araucana Ramírez, 2003 (Xile)
- Aysenia cylindrica Ramírez, 2003 (Xile, Argentina)
- Aysenia elongata Tullgren, 1902 (Xile)
- Aysenia segestrioides Ramírez, 2003 (Xile)

### Aysenoides
Aysenoides Ramírez, 2003
- Aysenoides colecole Ramírez, 2003 (Xile)
- Aysenoides parvus Ramírez, 2003 (Xile, Argentina)
- Aysenoides terricola Ramírez, 2003 (Xile)

### Aysha
Aysha Keyserling, 1891
- Aysha affinis (Blackwall, 1862) (Brasil)
- Aysha albovittata Mello-Leitão, 1944 (Brasil, Argentina)
- Aysha basilisca (Mello-Leitão, 1922) (Brasil)
- Aysha bonaldoi Brescovit, 1992 (Brasil)
- Aysha boraceia Brescovit, 1992 (Brasil)
- Aysha borgmeyeri (Mello-Leitão, 1926) (Brasil, Argentina)
- Aysha brevimana (C. L. Koch, 1839) (Brasil)
- Aysha chicama Brescovit, 1992 (Brasil)
- Aysha clarovittata (Keyserling, 1891) (Brasil, Argentina)
- Aysha curumim Brescovit, 1992 (Brasil)
- Aysha diversicolor (Keyserling, 1891) (Brasil)
- Aysha ericae Brescovit, 1992 (Brasil, Argentina)
- Aysha fortis (Keyserling, 1891) (Brasil)
- Aysha garruchos Brescovit, 1992 (Brasil, Paraguai, Argentina)
- Aysha guaiba Brescovit, 1992 (Brasil)
- Aysha guarapuava Brescovit, 1992 (Brasil)
- Aysha helvola (Keyserling, 1891) (Brasil)
- Aysha heraldica (Mello-Leitão, 1929) (Brasil)
- Aysha insulana Chickering, 1937 (Panamà)
- Aysha janaita Brescovit, 1992 (Brasil)
- Aysha lagenifera (Mello-Leitão, 1944) (Argentina)
- Aysha lisei Brescovit, 1992 (Brasil)
- Aysha marinonii Brescovit, 1992 (Brasil, Paraguai, Argentina)
- Aysha montenegro Brescovit, 1992 (Brasil, Argentina)
- Aysha piassaguera Brescovit, 1992 (Brasil)
- Aysha pirassununga Brescovit, 1992 (Brasil, Argentina)
- Aysha proseni Mello-Leitão, 1944 (Brasil, Argentina)
- Aysha prospera Keyserling, 1891 (Bolívia, Brasil, Uruguai, Argentina)
- Aysha robusta (Keyserling, 1891) (Brasil)
- Aysha rubromaculata (Keyserling, 1891) (Brasil, Argentina)
- Aysha striolata (Keyserling, 1891) (Brasil)
- Aysha subruba (Keyserling, 1891) (Brasil)
- Aysha taeniata (Keyserling, 1891) (Brasil)
- Aysha taim Brescovit, 1992 (Brasil)
- Aysha tapejara Brescovit, 1992 (Brasil)
- Aysha tertulia Brescovit, 1992 (Brasil, Argentina)
- Aysha triunfo Brescovit, 1992 (Brasil, Argentina)
- Aysha vacaria Brescovit, 1992 (Brasil)
- Aysha yacupoi Brescovit, 1992 (Brasil, Argentina)
- Aysha zenzesi (Mello-Leitão, 1945) (Brasil, Argentina)

### Bromelina
Bromelina Brescovit, 1993
- Bromelina kochalkai Brescovit, 1993 (Colòmbia)
- Bromelina oliola Brescovit, 1993 (Brasil)
- Bromelina zuniala Brescovit, 1993 (Veneçuela)

### Buckupiella
Buckupiella Brescovit, 1997
- Buckupiella imperatriz Brescovit, 1997 (Brasil, Argentina)

### Coptoprepes
Coptoprepes Simon, 1884
- Coptoprepes campinensis Ramírez, 2003 (Xile)
- Coptoprepes flavopilosus Simon, 1884 (Xile, Argentina)
- Coptoprepes nahuelbuta Ramírez, 2003 (Xile)
- Coptoprepes valdiviensis Ramírez, 2003 (Xile)
- Coptoprepes variegatus Mello-Leitão, 1940 (Argentina)

### Ferrieria
Ferrieria Tullgren, 1901
- Ferrieria eXinata Tullgren, 1901 (Xile, Argentina)

### Gamakia
Gamakia Ramírez, 2003
- Gamakia hirsuta Ramírez, 2003 (Xile)

### Gayenna
Gayenna Nicolet, 1849
- Gayenna Amèricana Nicolet, 1849 (Xile, Argentina)
- Gayenna brasiliensis Roewer, 1951 (Brasil)
- Gayenna chrysophila Mello-Leitão, 1926 (Brasil)
- Gayenna furcata (Keyserling, 1879) (Perú)
- Gayenna ignava Banks, 1898 (Mèxic)
- Gayenna moreirae (Mello-Leitão, 1915) (Brasil)
- Gayenna orizaba Banks, 1898 (Mèxic)
- Gayenna sigillum Mello-Leitão, 1941 (Argentina)
- Gayenna trivittata (Bertkau, 1880) (Brasil)
- Gayenna vittata (Keyserling, 1881) (Perú)

### Gayennoides
Gayennoides Ramírez, 2003
- Gayennoides losvilos Ramírez, 2003 (Xile)
- Gayennoides molles Ramírez, 2003 (Xile)

### Hatitia
Hatitia Brescovit, 1997
- Hatitia canchaque Brescovit, 1997 (Ecuador, Perú)
- Hatitia defonlonguei (Berland, 1913) (Ecuador)
- Hatitia perrieri (Berland, 1913) (Ecuador)
- Hatitia riveti (Berland, 1913) (Ecuador)
- Hatitia sericea (L. Koch, 1866) (Colòmbia)
- Hatitia yhuaia Brescovit, 1997 (Perú)

### Hibana
Hibana Brescovit, 1991
- Hibana arunda (Platnick, 1974) (EUA, Mèxic)
- Hibana bicolor (Banks, 1909) (Costa Rica, Colòmbia)
- Hibana cambridgei (Bryant, 1931) (EUA, Mèxic)
- Hibana discolor (Mello-Leitão, 1929) (Brasil, Bolívia)
- Hibana flavescens (Schmidt, 1971) (Colòmbia)
- Hibana fusca (Franganillo, 1926) (Cuba)
- Hibana futilis (Banks, 1898) (EUA fins a Veneçuela, Cuba)
- Hibana gracilis (Hentz, 1847) (EUA, Canadà)
- Hibana incursa (Chamberlin, 1919) (EUA fins a Panamà)
- Hibana longipalpa (Bryant, 1931) (El Salvador, Nicaragua, Costa Rica)
- Hibana melloleitaoi (Caporiacco, 1947) (Mèxic fins a Brasil)
- Hibana similaris (Banks, 1929) (Mèxic fins a Brasil)
- Hibana taboga Brescovit, 1991 (Panamà)
- Hibana talmina Brescovit, 1993 (Dominica, Trinidad, Amèrica)
- Hibana tenuis (L. Koch, 1866) (Mèxic fins a Veneçuela, Índies Occidentals)
- Hibana turquinensis (Bryant, 1940) (Cuba)
- Hibana velox (Becker, 1879) (EUA, Mèxic, Índies Occidentals)

### Iguarima
Iguarima Brescovit, 1997
- Iguarima censoria (Keyserling, 1891) (Brasil)
- Iguarima pichincha Brescovit, 1997 (Ecuador)

### Ilocomba
Ilocomba Brescovit, 1997
- Ilocomba marta Brescovit, 1997 (Colòmbia)
- Ilocomba perija Brescovit, 1997 (Colòmbia)

### Isigonia
Isigonia Simon, 1897
- Isigonia camacan Brescovit, 1991 (Brasil)
- Isigonia limbata Simon, 1897 (Veneçuela, Perú, Brasil)
- Isigonia reducta (Chickering, 1940) (Panamà)

### Italaman
Italaman Brescovit, 1997
- Italaman santamaria Brescovit, 1997 (Colòmbia, Brasil, Argentina)

### Jessica
Jessica Brescovit, 1997
- Jessica campesina (Bauab, 1979) (Brasil)
- Jessica eden Brescovit, 1999 (Veneçuela)
- Jessica erythrostoma (Mello-Leitão, 1939) (Colòmbia fins a Argentina)
- Jessica fidelis (Mello-Leitão, 1922) (Brasil, Bolívia, Paraguai, Argentina)
- Jessica glabra (Keyserling, 1891) (Brasil, Paraguai, Argentina)
- Jessica itatiaia Brescovit, 1999 (Brasil)
- Jessica osoriana (Mello-Leitão, 1922) (Brasil, Paraguai, Argentina)
- Jessica pachecoi Brescovit, 1999 (Brasil)
- Jessica puava Brescovit, 1999 (Brasil)
- Jessica rafaeli Brescovit, 1999 (Brasil)
- Jessica renneri Brescovit, 1999 (Brasil)
- Jessica sergipana Brescovit, 1999 (Brasil)

### Josa
Josa Keyserling, 1891
- Josa analis (Simon, 1897) (Veneçuela)
- Josa andesiana (Berland, 1913) (Ecuador)
- Josa bryantae (Caporiacco, 1955) (Veneçuela)
- Josa calilegua Ramírez, 2003 (Argentina)
- Josa chazaliae (Simon, 1897) (Colòmbia)
- Josa gounellei (Simon, 1897) (Brasil)
- Josa keyserlingi (L. Koch, 1866) (Colòmbia, Brasil)
- Josa laeta (O. P.-Cambridge, 1896) (Costa Rica)
- Josa lojensis (Berland, 1913) (Ecuador)
- Josa lutea (Keyserling, 1878) (Colòmbia, Ecuador)
- Josa maura (Simon, 1897) (Veneçuela)
- Josa nigrifrons (Simon, 1897) (Costa Rica fins a Bolívia)
- Josa personata (Simon, 1897) (Ecuador)
- Josa riveti (Berland, 1913) (Ecuador, Bolívia)
- Josa simoni (Berland, 1913) (Ecuador)

### Katissa
Katissa Brescovit, 1997
- Katissa delicatula (Banks, 1909) (Costa Rica)
- Katissa elegans (Banks, 1909) (Costa Rica)
- Katissa lycosoides (Chickering, 1937) (Panamà)
- Katissa simplicipalpis (Simon, 1897) (Antilles Petites, Panamà, Perú)
- Katissa zimarae (Reimoser, 1939) (Costa Rica)

### Lepajan
Lepajan Brescovit, 1993
- Lepajan edwardsi Brescovit, 1997 (Ecuador)
- Lepajan montanus (Chickering, 1940) (Panamà)

### Lupettiana
Lupettiana Brescovit, 1997
- Lupettiana bimini Brescovit, 1999 (Bahames)
- Lupettiana eberhardi Brescovit, 1999 (Costa Rica)
- Lupettiana levii Brescovit, 1999 (Hispaniola)
- Lupettiana linguanea Brescovit, 1997 (Jamaica, Guadalupe, Dominica)
- Lupettiana manauara Brescovit, 1999 (Brasil)
- Lupettiana mordax (O. P.-Cambridge, 1896) (EUA fins a Perú, Brasil)
- Lupettiana parvula (Banks, 1903) (Cuba, Hispaniola)
- Lupettiana piedra Brescovit, 1999 (Cuba)
- Lupettiana spinosa (Bryant, 1948) (Hispaniola)

### Macrophyes
Macrophyes O. P.-Cambridge, 1893
- Macrophyes attenuata O. P.-Cambridge, 1893 (Mèxic)
- Macrophyes elongata Chickering, 1937 (Costa Rica, Panamà)
- Macrophyes jundiai Brescovit, 1993 (Brasil, Argentina)
- Macrophyes manati Brescovit, 1993 (Perú)
- Macrophyes silvae Brescovit, 1992 (Perú)

### Malenella
Malenella Ramírez, 1995
- Malenella nana Ramírez, 1995 (Xile)

### Mesilla
Mesilla Simon, 1903
- Mesilla anyphaenoides Caporiacco, 1954 (Guaiana Francesa)
- Mesilla vittiventris Simon, 1903 (Colòmbia, Ecuador)

### Monapia
Monapia Simon, 1897
- Monapia alupuran Ramírez, 1995 (Xile)
- Monapia angusta (Mello-Leitão, 1944) (Uruguai, Argentina)
- Monapia carolina Ramírez, 1999 (Argentina)
- Monapia charrua Ramírez, 1999 (Uruguai, Argentina)
- Monapia dilaticollis (Nicolet, 1849) (Xile, Argentina, Illa Juan Fernandez)
- Monapia fierro Ramírez, 1999 (Argentina)
- Monapia guenoana Ramírez, 1999 (Uruguai, Argentina)
- Monapia huaria Ramírez, 1995 (Xile)
- Monapia lutea (Nicolet, 1849) (Xile, Argentina)
- Monapia piXinahuel Ramírez, 1995 (Xile, Argentina)
- Monapia silvatica Ramírez, 1995 (Xile, Argentina)
- Monapia tandil Ramírez, 1999 (Argentina)
- Monapia vittata (Simon, 1884) (Xile, Argentina)

### Negayan
Negayan Ramírez, 2003
- Negayan ancha Lopardo, 2005 (Xile, Argentina)
- Negayan argentina Lopardo, 2005 (Argentina)
- Negayan cerronegro Lopardo, 2005 (Argentina)
- Negayan coccinea (Mello-Leitão, 1943) (Argentina)
- Negayan enrollada Lopardo, 2005 (Xile, Argentina)
- Negayan excepta (Tullgren, 1901) (Xile, Argentina)
- Negayan paduana (Karsch, 1880) (Xile, Argentina, Illes Falkland)
- Negayan puno Lopardo, 2005 (Perú, Argentina)
- Negayan tarapaca Lopardo, 2005 (Xile)
- Negayan tata Lopardo, 2005 (Xile, Argentina)
- Negayan tridentata (Simon, 1886) (Argentina)
- Negayan tucuman Lopardo, 2005 (Argentina)

### Osoriella
Osoriella Mello-Leitão, 1922
- Osoriella domingos Brescovit, 1998 (Brasil)
- Osoriella pallidoemanu Mello-Leitão, 1926 (Brasil)
- Osoriella rubella (Keyserling, 1891) (Brasil)
- Osoriella tahela Brescovit, 1998 (Perú, Brasil, Bolívia, Paraguai, Argentina)

### Otoniela
Otoniela Brescovit, 1997
- Otoniela adisi Brescovit, 1997 (Perú, Brasil)
- Otoniela quadrivittata (Simon, 1897) (Veneçuela, Argentina)

### Oxysoma
Oxysoma Nicolet, 1849
- Oxysoma itambezinho Ramírez, 2003 (Brasil)
- Oxysoma longiventre (Nicolet, 1849) (Xile, Argentina)
- Oxysoma punctatum Nicolet, 1849 (Xile, Argentina)
- Oxysoma saccatum (Tullgren, 1902) (Xile, Argentina)

### Patrera
Patrera Simon, 1903
- Patrera apora (Chamberlin, 1916) (Perú)
- Patrera armata (Chickering, 1940) (Panamà, Brasil)
- Patrera auricoma (L. Koch, 1866) (Colòmbia)
- Patrera cita (Keyserling, 1891) (Brasil)
- Patrera fulvastra Simon, 1903 (Colòmbia, Ecuador)
- Patrera lauta (Chickering, 1940) (Panamà)
- Patrera longipes (Keyserling, 1891) (Brasil, Argentina)
- Patrera procera (Keyserling, 1891) (Brasil, Argentina)
- Patrera puta (O. P.-Cambridge, 1896) (Costa Rica)
- Patrera ruber (F. O. P.-Cambridge, 1900) (Guatemala, Costa Rica, Colòmbia, Ecuador)
- Patrera stylifer (F. O. P.-Cambridge, 1900) (Panamà)
- Patrera virgata (Keyserling, 1891) (Brasil)

### Phidyle
Phidyle Simon, 1880
- Phidyle punctipes (Nicolet, 1849) (Xile)

### Philisca
Philisca Simon, 1884
- Philisca accentifera Simon, 1904 (Xile)
- Philisca amoena (Simon, 1884) (Xile, Argentina)
- Philisca Xilensis (Mello-Leitão, 1951) (Xile)
- Philisca doilu (Ramírez, 1993) (Xile, Argentina)
- Philisca gayi (Nicolet, 1849) (Xile)
- Philisca hahni Simon, 1884 (Xile, Argentina)
- Philisca huapi Ramírez, 2003 (Xile, Argentina)
- Philisca hyadesi (Simon, 1884) (Xile, Argentina)
- Philisca ingens Berland, 1924 (Illa Juan Fernandez)
- Philisca obscura Simon, 1886 (Argentina)
- Philisca ornata Berland, 1924 (Illa Juan Fernandez)
- Philisca puconensis Ramírez, 2003 (Xile, Argentina)
- Philisca tripunctata (Nicolet, 1849) (Xile, Argentina, Illes Falkland)

### Pippuhana
Pippuhana Brescovit, 1997
- Pippuhana calcar (Bryant, 1931) (EUA)
- Pippuhana donaldi (Chickering, 1940) (Panamà)
- Pippuhana gandu Brescovit, 1997 (Brasil)
- Pippuhana unicolor (Keyserling, 1891) (Brasil)

### Sanogasta
Sanogasta Mello-Leitão, 1941
- Sanogasta alticola (Simon, 1896) (Perú, Bolívia, Argentina)
- Sanogasta approximata (Tullgren, 1901) (Xile, Argentina)
- Sanogasta backhauseni (Simon, 1895) (Xile, Argentina, Uruguai)
  - Sanogasta backhauseni patagonicus (Simon, 1905) (Argentina)
- Sanogasta bonariensis (Mello-Leitão, 1940) (Argentina)
- Sanogasta maculatipes (Keyserling, 1878) (Perú, Bolívia, Brasil, Uruguai, Argentina, Xile, Ester)
- Sanogasta maculosa (Nicolet, 1849) (Xile, Argentina, Illa Juan Fernandez)
- Sanogasta mandibularis Ramírez, 2003 (Argentina, Paraguai)
- Sanogasta minuta (Keyserling, 1891) (Brasil, Argentina)
- Sanogasta paucilineata (Mello-Leitão, 1945) (Argentina)
- Sanogasta pehuenche Ramírez, 2003 (Xile, Argentina)
- Sanogasta puma Ramírez, 2003 (Brasil, Uruguai, Argentina)
- Sanogasta rufithorax (Tullgren, 1902) (Xile)
- Sanogasta tenuis Ramírez, 2003 (Brasil, Argentina)
- Sanogasta x-signata (Keyserling, 1891) (Brasil, Uruguai, Argentina)

### Selknamia
Selknamia Ramírez, 2003
- Selknamia minima Ramírez, 2003 (Xile, Argentina)

### Sillus
Sillus F. O. P.-Cambridge, 1900
- Sillus attiguus (O. P.-Cambridge, 1896) (Mèxic)
- Sillus curvispinus F. O. P.-Cambridge, 1900 (Panamà)
- Sillus delicatus Mello-Leitão, 1922 (Brasil)
- Sillus dubius (Chickering, 1937) (Panamà)
- Sillus furciger Caporiacco, 1954 (Guaiana Francesa)
- Sillus imbecillus (Keyserling, 1891) (Brasil)
- Sillus longispinus F. O. P.-Cambridge, 1900 (Guatemala, Costa Rica, Panamà)
- Sillus lunula F. O. P.-Cambridge, 1900 (Guatemala)
- Sillus pellucidus (Keyserling, 1891) (Brasil)
- Sillus ravus Chickering, 1940 (Panamà)
- Sillus spinifrons Mello-Leitão, 1926 (Brasil)

### Tafana
Tafana Simon, 1903
- Tafana quelchi (Pocock, 1895) (Veneçuela)
- Tafana riveti Simon, 1903 (Ecuador)
- Tafana silhavyi (Caporiacco, 1955) (Veneçuela)
- Tafana straminea (L. Koch, 1866) (Colòmbia)

### Tasata
Tasata Simon, 1903
- Tasata centralis Ramírez, 2003 (Argentina)
- Tasata chiloensis Ramírez, 2003 (Xile, Argentina)
- Tasata frenata (Mello-Leitão, 1947) (Brasil)
- Tasata fuscotaeniata (Keyserling, 1891) (Brasil)
- Tasata nova (Mello-Leitão, 1922) (Brasil)
- Tasata parcepunctata Simon, 1903 (Argentina, Uruguai)
- Tasata punctata (Keyserling, 1891) (Brasil)
- Tasata quinquenotata (Simon, 1897) (Brasil)
- Tasata reticulata (Mello-Leitão, 1943) (Brasil)
- Tasata taim Ramírez, 2003 (Brasil)
- Tasata taperae (Mello-Leitão, 1929) (Brasil)
- Tasata tigris Mello-Leitão, 1941 (Brasil)
- Tasata tripunctata (Mello-Leitão, 1941) (Brasil)
- Tasata tullgreni Roewer, 1951 (Bolívia)
- Tasata unipunctata (Simon, 1897) (Brasil)
- Tasata variolosa Mello-Leitão, 1943 (Brasil, Uruguai, Argentina)

### Temnida
Temnida Simon, 1896
- Temnida rosario Brescovit, 1997 (Brasil, Argentina)
- Temnida simplex Simon, 1897 (Veneçuela)

### Teudis
Teudis O. P.-Cambridge, 1896
- Teudis angusticeps (Keyserling, 1891) (Brasil)
- Teudis atrofasciatus Mello-Leitão, 1922 (Brasil)
- Teudis bicornutus (Tullgren, 1905) (Bolívia)
- Teudis buelowae (Mello-Leitão, 1946) (Paraguai)
- Teudis cambridgei Chickering, 1940 (Panamà)
- Teudis caxambuensis Mello-Leitão, 1926 (Brasil)
- Teudis comstocki (Soares & Camargo, 1948) (Brasil)
- Teudis concolor (Keyserling, 1891) (Brasil)
- Teudis cordobensis Mello-Leitão, 1941 (Argentina)
- Teudis dichotomus Mello-Leitão, 1929 (Brasil)
- Teudis fatuus (Mello-Leitão, 1942) (Brasil, Argentina)
- Teudis formosus (Keyserling, 1891) (Brasil)
- Teudis gastrotaeniatus Mello-Leitão, 1944 (Argentina)
- Teudis geminus Petrunkevitch, 1911 (Guatemala, Costa Rica, Panamà, Ecuador)
- Teudis griseus (Keyserling, 1891) (Brasil)
- Teudis itatiayae Mello-Leitão, 1915 (Brasil)
- Teudis juradoi Chickering, 1940 (Panamà)
- Teudis lenis (Keyserling, 1891) (Brasil)
- Teudis morenus (Mello-Leitão, 1941) (Argentina)
- Teudis opertaneus (Keyserling, 1891) (Brasil)
- Teudis parvulus (Keyserling, 1891) (Brasil)
- Teudis peragrans (O. P.-Cambridge, 1898) (Guatemala, Brasil)
- Teudis recentissimus (Keyserling, 1891) (Brasil)
- Teudis roseus F. O. P.-Cambridge, 1900 (Panamà)
- Teudis suspiciosus (Keyserling, 1891) (Brasil)
- Teudis tensipes (Keyserling, 1891) (Brasil)
- Teudis tensus (Keyserling, 1891) (Brasil)
- Teudis ypsilon Mello-Leitão, 1922 (Brasil)

### Thaloe
Thaloe Brescovit, 1993
- Thaloe ennery Brescovit, 1993 (Hispaniola)
- Thaloe remotus (Bryant, 1948) (Hispaniola)
- Thaloe tricuspis (Bryant, 1940) (Cuba)

### Timbuka
Timbuka Brescovit, 1997
- Timbuka bogotensis (L. Koch, 1866) (Colòmbia, Bolívia)
- Timbuka boquete Brescovit, 1997 (Costa Rica, Panamà, Colòmbia)
- Timbuka granadensis (Keyserling, 1879) (Colòmbia)
- Timbuka larvata (O. P.-Cambridge, 1896) (Mèxic)
- Timbuka masseneti (Berland, 1913) (Ecuador)
- Timbuka meridiana (L. Koch, 1866) (Colòmbia)

### Tomopisthes
Tomopisthes Simon, 1884
- Tomopisthes horrendus (Nicolet, 1849) (Xile, Argentina)
- Tomopisthes pusillus (Nicolet, 1849) (Xile, Argentina)
- Tomopisthes tullgreni Simon, 1905 (Argentina)
- Tomopisthes varius Simon, 1884 (Xile, Argentina)

### Umuara
Umuara Brescovit, 1997
- Umuara fasciata (Blackwall, 1862) (Veneçuela, Brasil)
- Umuara junin Brescovit, 1997 (Perú)
- Umuara juquia Brescovit, 1997 (Brasil)
- Umuara pydanieli Brescovit, 1997 (Brasil)

### Wulfila
Wulfila O. P.-Cambridge, 1895
- Wulfila albens (Hentz, 1847) (EUA)
- Wulfila albus (Mello-Leitão, 1945) (Brasil, Paraguai, Argentina)
- Wulfila arraijanicus Chickering, 1940 (Panamà)
- Wulfila bryantae Platnick, 1974 (EUA, Mèxic)
- Wulfila coamoanus Petrunkevitch, 1930 (Puerto Rico)
- Wulfila diversus O. P.-Cambridge, 1895 (Mèxic)
- Wulfila fasciculus (Bryant, 1948) (Hispaniola)
- Wulfila fragilis Chickering, 1937 (Panamà)
- Wulfila fragilis (Bryant, 1948) (Hispaniola)
- Wulfila gracilipes (Banks, 1903) (Hispaniola)
- Wulfila immaculatus Banks, 1914 (EUA, Cuba, Puerto Rico)
- Wulfila immaculellus (Gertsch, 1933) (EUA, Mèxic)
- Wulfila inconspicuus Petrunkevitch, 1930 (Puerto Rico)
- Wulfila innoxius Chickering, 1940 (Panamà)
- Wulfila inornatus (O. P.-Cambridge, 1898) (Mèxic)
- Wulfila isolatus Bryant, 1942 (Puerto Rico)
- Wulfila longidens Mello-Leitão, 1948 (Guyana)
- Wulfila longipes (Bryant, 1940) (Cuba)
- Wulfila macer (Simon, 1897) (Saint Vincent)
- Wulfila macropalpus Petrunkevitch, 1930 (Puerto Rico)
- Wulfila maculatus Chickering, 1937 (Panamà)
- Wulfila mandibulatus (Petrunkevitch, 1925) (Panamà)
- Wulfila modestus Chickering, 1937 (Panamà)
- Wulfila pallidus O. P.-Cambridge, 1895 (Mèxic)
- Wulfila parvulus (Banks, 1898) (Mèxic)
- Wulfila pavidus (Bryant, 1948) (Mèxic)
- Wulfila pellucidus Chickering, 1937 (Panamà)
- Wulfila pretiosus Banks, 1914 (Cuba)
- Wulfila proximus O. P.-Cambridge, 1895 (Mèxic)
- Wulfila pulverulentus Chickering, 1937 (Panamà)
- Wulfila saltabundus (Hentz, 1847) (EUA, Canadà)
- Wulfila sanguineus Franganillo, 1931 (Cuba)
- Wulfila scopulatus Simon, 1897 (Amèrica)
- Wulfila spatulatus F. O. P.-Cambridge, 1900 (Guatemala)
- Wulfila spinosus Chickering, 1937 (Panamà)
- Wulfila sublestus Chickering, 1940 (Panamà)
- Wulfila tantillus Chickering, 1940 (EUA fins a Panamà)
- Wulfila tauricorneus Franganillo, 1935 (Cuba)
- Wulfila tenuissimus Simon, 1896 (Jamaica)
- Wulfila tinctus Franganillo, 1930 (Cuba)
- Wulfila tropicus Petrunkevitch, 1930 (Puerto Rico)
- Wulfila ventralis Banks, 1906 (Bahames)
- Wulfila wunda Platnick, 1974 (EUA, Cuba, Illes Mona)

### Wulfilopsis
Wulfilopsis Soares & Camargo, 1955
- Wulfilopsis frenata (Keyserling, 1891) (Brasil)
- Wulfilopsis leopoldina Brescovit, 1997 (Brasil)
- Wulfilopsis martinsi Brescovit, 1997 (Brasil)
- Wulfilopsis pygmaea (Keyserling, 1891) (Brasil)
- Wulfilopsis tenuipes (Keyserling, 1891) (Brasil)
- Wulfilopsis tripunctata (Mello-Leitão, 1947) (Brasil)

### Xiruana
Xiruana Brescovit, 1997
- Xiruana affinis (Mello-Leitão, 1922) (Brasil)
- Xiruana gracilipes (Keyserling, 1891) (Brasil, Argentina)
- Xiruana hirsuta (Mello-Leitão, 1938) (Brasil)
- Xiruana tetraseta (Mello-Leitão, 1939) (Paraguai)